# Самарський Сергій Левкович
Сергій Левкович Самарський (7.10.1915, с. Павлівка — 22.05.1998 м. Черкаси) — український зоолог та педагог. Керівник наукової школи з вивчення фауни та екології наземних хребетних Середньої Наддніпрянщини другої половини XX ст.

## Життєпис
Сергій Левкович Самарський народився 7 жовтня 1915 року в селі Павлівка Кобеляцького повіту (нині — Кобеляцький район Полтавської області). Батьки — Левко Степанович (1888–1920) та Матрона Сергіївна (1900–1982) були селянами, родом з Полтавщини. До 10 років Сергій ніде не вчився. Згодом пішов до школи і закінчив семирічку. Після школи працював у колгоспі причіпником на тракторі. У 1936 році вступив на біологічний факультет Дніпропетровського державного університету, який закінчив наприкінці червня 1941 року. Відразу після закінчення університету був призваний до Червоної армії. Протягом серпня 1941 р. був курсантом Артилерійської академії ім. Дзержинського (м. Москва). З листопада 1941 р. по листопад 1944 р. був начальником сховищ артбоєприпасів у Пермській та Челябінській областях. З 1 січня 1945 р. С. Л. Самарського відправляють на фронт, він бере участь у бойових діях на Другому Білоруського фронті. Зазнав кілька важких поранень, був контужений і майже півроку не міг розмовляти. Також розривною кулею йому було перебито ногу. Після поранення 17 березня 1945 року потрапляє в шпиталь. На цьому війна для Сергія Левковича закінчилася — він став інвалідом І групи. Із госпіталю він був демобілізований у званні лейтенанта 1 червня 1945 р.
З вересня 1945 року починає працювати викладачем зоології Кременецького вчительського інституту (м. Кременець, Тернопільська область). У жовтні 1949 року вступає до аспірантури на кафедрі зоології Київського педагогічного інституту, де навчається протягом трьох років.
24 червня 1954 року в Дніпропетровському університеті успішно захистив дисертацію і йому присвоєно ступінь кандидата біологічних наук.
З січня 1953 року — старший викладач Глухівського вчительського інституту (м. Глухів, Сумська область). З вересня 1954 року — завідувач кафедри природознавства Бердичівського педінституту (м. Бердичів, Житомирська область).
У вересні 1956 року у зв'язку із закриттям природничого факультету Бердичівського педінституту усіх студентів та С. Л. Самарського було переведено до Одеського державного університету ім. І. І. Мечникова. Тут він працював на посадах старшого викладача, згодом — доцента кафедри зоології хребетних. 26 квітня 1961 року йому було присвоєно звання доцента.
З вересня 1961 року разом із сім'єю переїжджає до м. Черкас, де влаштовується на роботу доцентом кафедри зоології Черкаського педагогічного інституту ім. 300-річчя возз'єднання України з Росією. У 1963 році за активної участі Сергія Левковича на кафедрі було відкрито аспірантуру, яку він очолював протягом багатьох років. З вересня 1966 р. його обирають завідувачем кафедри зоології, яку він очолював 11 років. У квітні 1987 р. вийшов на пенсію, але ще протягом року продовжував керувати аспірантами. Пішов з життя 22 травня 1998 року на 83 році життя після тривалої хвороби. Похований у м. Черкаси.

## Наукова діяльність
Дисертаційне дослідження було присвячено вивченню значення температурного фактору в розвитку зародка виводкових і гніздових птахів.
Працюючи в Одесі вивчав поширення, розмноження та екологію гризунів (сліпаків, звичайного сліпачка, водяну полівку).
У Черкасах під його керівництвом було розгорнуто масштабні зоологічні дослідження. У 1963 році за активної участі С. Л. Самарського на кафедрі зоології було відкрито аспірантуру, яку він очолював протягом багатьох років. Керований ним колектив кафедри розробляв комплексну тему з проблем вивчення фауни наземних хребетних тварин Середнього Подніпров'я та раціонального її використання.
Загалом під керівництвом С. Л. Самарського захищено 23 кандидатських дисертації.
Серед них з теріології: Розумовський Борис Іванович «Особенности екологии популяций ондатры в разных частях ареала» (1967); Горбенко Анастасія Семенівна «К познанию экологии сусликов в условиях Среднего Приднепровья» (1970); Бойко Микола Якович «Экология хищных зверей Среднего Приднепровья, их хозяйственное значение и практическое использование» (1971); Панасенко Ніна Андріївна «Некоторые эколого-морфологические особенности мышевидных грызунов Среднего Приднепровья» (1973); Картель Марія Василівна «Сравнительное эколого-физиологическое изучение популяций крысы серой степной и лесостепной зон Украины», К., 1973; Сологор Катерина Андріївна «Эколого-физиологические особенности рукокрылых Среднего Приднепровья» (1973); Козлова Ганна Захарівна «Фауна и экология насекомоядных млекопитающих и их хозяйственное значение» (1974); Волох Анатолій Михайлович «Речной бобр Среднего Приднепровья и перспективы его хозяйственного использования» (1979); Вискушенко Андрій Петрович «Грызуны и насекомоядные осушаемых площадей Среднего Приднепровья» (1980); Євтушевський Микола Нікіфорович «Акклиматизация и хозяйственное использование пятнистого оленя (Cervus nippon Temminck, 1838) на Украине» (1989); Семенюк Станіслав Кузьміч «Европейская рыжая полевка (Clethrionomys glareolus Schreber) в широколиственных лесах Среднего Приднепровья» (1986) (доповнив і перезахистив як «Морфофункціональні особливості, чисельність та просторове розподілення рудої полівки (Clethrionomys glareolus) в широколистяних лісах Середнього Придніпров'я», 2002); Лялюхіна Світлана Іванівна «Сравнительное исследование биологии домовой (Mus musculus L.) и курганчиковой (M. hortulanus Nordm.) мышей в ареале совместного обитания» (1984); Білик Людмила Іванівна «Сони (Gliridae) как структурный элемент лесных биогеоценозов Среднего Приднепровья» (1989); Мерзликін Ігор Романович «Особливості біології сірого пацюка в умовах північного сходу України» (1991).
Дисертації учнів з орнітології: Рева Петро Петрович «Охотничье-промысловые птицы Кременчугского водохранилища и пути их рационального использования» (1972); Коваль Микола Федорович «Дуплогнездные птицы фруктовых садов Среднего Приднепровья» (1973); Кузьменко Віталій Якович «Функциональный анализ орнитофауны осушаемых земель Среднего Поднепровья» (1979); Митяй Іван Сергійович «Дятловые Приднепровской лесостепи» (1985); Стригунов Володимир Іванович «Хищные птицы лесостепи бассейна Днепра» (1987); Лебідь Євген Олександрович «Кулики Наддніпрянського Лісостепу (на прикладі Лівобережної частини)» (1995).
З паразитології — Нікітченко Ніна Трохимівна — «Эколого-фаунистические исследования иксодовых клещей и других эктопаразитов млекопитающих Среднего Приднепровья» (1972).
Самарський С. Л. працював над докторською дисертацією на тему: «Спосіб життя й адаптації комахоїдних і гризунів Центрального Лісостепу УРСР». Автор понад 100 наукових праць, серед яких підручники, посібники, монографії, методичні рекомендації, численні статті з питань зоології, екології та охорони природи, екологічної освіти тощо.
Самарський С. Л. брав активну участь в організації та проведенні наукових конференцій. У 1977 році на базі кафедри зоології було організовано і успішно проведено VII Всесоюзну орнітологічну конференцію, в якій узяли участь провідні орнітологи СРСР, Польщі і Німеччини. У 1984 році проведено розширений пленум Українського відділення Всесоюзного теріологічного товариства на тему «Вивчення теріофауни республіки, її раціональне використання і охорона».

## Педагогічна та просвітницька діяльність
Зробив вагомий внесок у справу підготовки вчителів, піготувавши сотні фахівців. Самарський С. Л. — автор низки підручників і посібників для студентів вищої школи та вчителів. Серед них: широко відомий перший в Україні українськомовний підручник «Зоологія хребетних» (1976), а також — «Лабораторні заняття для учнів із зоології безхребетних» (1967), «Розмноження птахів» (1963), «Природа Черкащини» (1971).
Приділяв також значну увагу справі популяризації та поширення природничих знань серед широких верств населення. Був незмінним ректором на громадських засадах університету «Природа», віддав свій хист на утвердження й розвиток Товариства охорони природи.

## Сім'я
Дружина С. Л. Самарського — Ганна Романівна Передрій (1925 р. н., нині — відомий в Україні вчений-мовознавець).
Син, Олександр Самарський (1956 р.н.), закінчив природничий факультет Черкаського педінституту. Згодом здобув ступінь кандидата філософських наук, а пізніше присвятив себе дипломатичній діяльності.